# Saint-Sixte (Loire)
Saint-Sixte település Franciaországban, Loire megyében. Lakosainak száma 683 fő (2022. január 1.). Saint-Sixte Ailleux, Arthun, Boën-sur-Lignon, Bussy-Albieux, Cezay, Leigneux, Sail-sous-Couzan és Solore-en-Forez községekkel határos.

## Népesség
A település népessége az elmúlt években az alábbi módon változott:
| Lakosok száma | 746  | 626  | 607  | 666  | 720  | 722  | 710  | 706  | 699  | 683  |
|               | 1968 | 1982 | 1990 | 2006 | 2013 | 2015 | 2017 | 2019 | 2020 | 2022 |